# Alexander C. M. Pennington

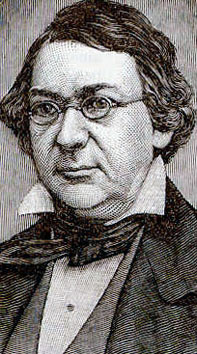
Alexander C.M. Pennington

Alexander Cumming McWhorter Pennington (* 2. Juli 1810 in Newark, New Jersey; † 25. Januar 1867 in New York City) war ein US-amerikanischer Politiker. Zwischen 1853 und 1857 vertrat er den Bundesstaat New Jersey im US-Repräsentantenhaus.

## Werdegang
Alexander Pennington war ein Cousin von William Pennington (1796–1862), der unter anderem Gouverneur von New Jersey und Sprecher des Repräsentantenhauses war. Außerdem war er ein Großneffe von Gouverneur William S. Pennington (1757–1826). Sein Sohn Alexander (1838–1917) war ein Brigadegeneral der United States Army, der im Bürgerkrieg sowie im Spanisch-Amerikanischen Krieg diente.
Pennington besuchte die öffentlichen Schulen seiner Heimat und absolvierte zwischen 1826 und 1828 die US-Militärakademie in West Point. Nach einem anschließenden Jurastudium und seiner 1833 erfolgten Zulassung als Rechtsanwalt begann er in Newark in diesem Beruf zu arbeiten. Politisch wurde er Mitglied der 1835 gegründeten Whig Party. In den Jahren 1837 und 1838 gehörte Pennington der New Jersey General Assembly an. Von 1837 bis 1840 war er Stadtrat in Newark. Bei den Kongresswahlen des Jahres 1852 wurde er im fünften Wahlbezirk von New Jersey in das US-Repräsentantenhaus in Washington, D.C. gewählt, wo er am 4. März 1853 die Nachfolge des Demokraten Rodman M. Price antrat.
Nach einer Wiederwahl, diesmal als Kandidat der kurzlebigen Opposition Party, konnte er bis zum 3. März 1857 zwei Legislaturperioden im Kongress absolvieren. Diese waren von den Ereignissen im Vorfeld des Bürgerkrieges geprägt. Dabei ging es vor allem um die Frage der Sklaverei und um die vom Süden in Betracht gezogene Möglichkeit eines Austritts von Einzelstaaten aus der Union. Ab 1855 war Alexander Pennington Vorsitzender des Auswärtigen Ausschusses. Nach dem Ende seiner Zeit im US-Repräsentantenhaus zog er nach New York, wo er am 25. Januar 1867 verstarb.